# Pasi Tulak Bala
Pasi Tulak Bala is een bestuurslaag in het regentschap Aceh Jaya van de provincie Atjeh, Indonesië. Pasi Tulak Bala telt 155 inwoners (volkstelling 2010).